# Stupidogobius flavipinnis
Stupidogobius flavipinnis là một loài cá thuộc họ Gobiidae. Nó là loài đặc hữu của Indonesia.